# Paolo Lamberto D'Allègre
Paolo Lamberto D'Allègre (Torino, 17 ottobre 1751 – Pavia, 6 ottobre 1821) è stato un arcivescovo cattolico italiano.

## Biografia
Nato a Torino il 17 ottobre 1751, Paolo Lamberto D'Allegre si laureò in utroque iure a Roma. Fu ordinato diacono il 24 settembre 1774 e poi sacerdote l'11 marzo 1775. Negli anni dei suoi studi iniziò a maturare una profonda passione teologica, accompagnata a un serio rigorismo giansenista (grazie anche all'ispirazione ricevuta dal proprio professore Pietro Tamburini) e a un'adesione pura al movimento millenaristico.
Destinato alla diocesi di Novara, venne nominato canonico della cattedrale e dal 1797 vicario generale.
Il 18 settembre fu nominato vescovo di Pavia. Il 1º novembre 1807, nel Duomo di Milano, fu consacrato vescovo dall'arcivescovo di Ravenna, Antonio Codronchi, che aveva la carica di Grande elemosiniere di Italia. A Pavia venne accolto con una certa diffidenza sia dall'aristocrazia locale sia dal clero, in quanto persona particolarmente gradita al governo napoleonico della Lombardia. Divenendo vescovo, iniziò ad occuparsi attivamente della diocesi che ritrovò in condizioni pessime: negli anni della rivoluzione, la diocesi di Pavia aveva perso oltre quaranta parrocchie, e quelle rimanenti avevano notevoli problemi pastorali e soprattutto di ordine sociale. Napoleone lo nominò consigliere di stato per il culto a Milano nel Regno napoleonico d'Italia, presenziando al matrimonio dell'imperatore con l'arciduchessa Maria Luisa d'Asburgo-Lorena. Per volere di Napoleone, fece parte di una delegazione che propose a papa Pio VII, in esilio a Savona, di continuare a riconoscere il diritto di far proporre le nomine dei vescovi dal governo napoleonico, previsto già dal Concordato del 1801 per la Francia e da quello del 1802 per l'Italia ma di fatto interrotto dopo l'arresto del pontefice, proponendo altresì la riorganizzazione territoriale delle diocesi lombarde.
Tra le sue prime opere vi fu il ripristino del seminario diocesano che era stato chiuso all'arrivo dei francesi nel 1796 e che venne ricostituito a partire dal 1808, radunando i primi nuovi trenta alunni dell'istituto. Subito dopo intraprende una lunga visita pastorale nelle parrocchie della sua diocesi, nelle quali ribadì la necessità da parte del clero pavese di sostenere il governo di Napoleone, ma evitando nel contempo che i laici locali prendesse il sopravvento nell'amministrazione delle chiese. Per questo suo impegno, Napoleone gli concesse la Legion d'Onore, ma venne anche criticato per aver sostenuto diversi provvedimenti impopolari del governo, tra cui il servizio militare obbligatorio.
Con la restaurazione, si schierò con gli austriaci e venne visto con altrettanto sospetto sia dagli ex bonapartisti sia dai sostenitori del nuovo regime. Nel 1817 le parrocchie dell'Oltrepò erano cedute alla diocesi di Tortona e sessanta parrocchie della Lomellina passarono a quella di Vigevano, privandolo così dei due terzi delle entrate economiche della diocesi; a livello personale, la Santa Sede lo privò del titolo onorifico di arcivescovo di Amasea. Inoltre la diocesi di Pavia, che era direttamente dipendente dalla Santa Sede, divenne nel 1820 suffraganea di Milano.
Morì a Pavia il 6 ottobre 1821.

## Genealogia episcopale
La genealogia episcopale è:
- Cardinale Scipione Rebiba
- Cardinale Giulio Antonio Santori
- Cardinale Girolamo Bernerio, O.P.
- Arcivescovo Galeazzo Sanvitale
- Cardinale Ludovico Ludovisi
- Cardinale Luigi Caetani
- Cardinale Ulderico Carpegna
- Cardinale Paluzzo Paluzzi Altieri degli Albertoni
- Papa Benedetto XIII
- Papa Benedetto XIV
- Papa Clemente XIII
- Cardinale Francesco Saverio de Zelada
- Papa Pio VII
- Arcivescovo Antonio Codronchi
- Vescovo Paolo Lamberto D'Allègre

## Stemma
(LL.PP. 11 ottobre 1810)